# Gladys Leslie
Gladys Leslie (New York, 5 marzo 1899 – Boynton Beach, 2 ottobre 1976) è stata un'attrice statunitense dell'epoca del muto, attiva tra gli anni dieci e venti.
Sebbene meno ricordata di stelle come Mary Pickford, ebbe una serie di ruoli da protagonista dal 1917 ai primi anni venti ed è stata, ai suoi tempi una delle giovani dive dello schermo.

## Biografia
Nata a New York, con due fratelli più grandi di lei, studiò alla Washington Irving High School e alla Columbia University.
Leslie iniziò la sua carriera cinematografica intorno al 1915 recitando in cortometraggi prodotti dalla Edison. Sempre nel 1915, prese prima parte a un film della New York Motion Picture Company, per passare poi alla Thanhouser. Nel 1917, fece centro interpretando The Vicar of Wakefield con un ruolo che l'aiutò a raggiungere un buon grado di popolarità. Nella sua recensione del film, il critico del New York Herald la soprannominò Girl With A Million Dollar Smile (La ragazza con il sorriso da un milione di dollari): questa lusinghiera segnalazione spinse Edwin Thanhouser, il capo dello studio, ad assegnarle da quel momento ruoli da protagonista. Interpretò quindi An Amateur Orphan. Ma, nell'estate del 1917, la casa di produzione dovette rinunciare a lei, a causa di grossi problemi economici che, a fine anno, l'avrebbero portata a chiudere i battenti.
Glady Leslie, nel 1918, fu presa sotto contratto dalla Vitagraph, compagnia che, all'epoca, era tra le più importanti tra le case di produzione statunitensi: diventò - insieme a Bessie Love, altra giovane attrice - una tra le più popolari interpreti dei film della Vitagraph, in ruoli codificati di fanciulla nei quali non passava inosservata la sua somiglianza con Mary Pickford.
Alla Vitagraph, Gladys Leslie rimase fino al 1920; il suo primo film dopo quel periodo fu A Child for Sale, diretto da Ivan Abramson, dove ricopre il ruolo della protagonista.  Lavorò da quel momento per diverse case di produzione. Nel 1923, recitò - come protagonista femminile - a fianco di Harry Houdini in Haldane of the Secret Service. Ben presto, però, la sua carriera iniziò a declinare e la sua ultima apparizione sullo schermo risale al 1925.

### Vita privata
Gladys Leslie morì il 2 ottobre 1976 nella sua casa di Boynton Beach, in Florida. Lasciava il figlio, Charles L. Moore, due nipoti e Richard, uno dei suoi due fratelli.

## Riconoscimenti
- Young Hollywood Hall of Fame (1908-1919)

## Filmografia
- A Clean Sweep, regia di Charles Ransom - cortometraggio (1915)
- The Test, regia di James W. Castle - cortometraggio (1915)
- Cartoons in the Hotel, regia di Raoul Barré - cortometraggio (1915)
- It May Be You, regia di Will Louis - cortometraggio (1915)
- Sur la plage, regia di Raoul Barre - cortometraggio (1915)
- Ranson's Folly, regia di Richard Ridgley (1915)
- Cartoons in a Seminary, regia di Raoul Barre - cortometraggio (1915)
- Her Happiness, regia di Harry Beaumont - cortometraggio (1915)
- The Butler, regia di George Ridgwell - cortometraggio (1915)
- Cartoons in the Country, regia di Raoul Barre - cortometraggio (1915)
- Cartoons in a Sanitarium, regia di Raoul Barre - cortometraggio (1915)
- Betrayed, regia di Howard M. Mitchell (1916)
- Simple Simon's Schooling - cortometraggio (1916)
- The Skilful Sleigher's Strategy - cortometraggio (1916)
- Deteckters - cortometraggio (1916)
- Steven's Sweet Sisters - cortometraggio (1916)
- Peterson's Pitiful Plight - cortometraggio (1916)
- Doughnuts, regia di Anders Van Haden - cortometraggio (1916)
- The Vicar of Wakefield, regia di Ernest C. Warde (1917)
- Her Beloved Enemy, regia di Ernest C. Warde (1917)
- When Love Was Blind, regia di Frederick Sullivan (1917)
- An Amateur Orphan, regia di Van Dyke Brooke (1917)
- It Happened to Adele, regia di Van Dyke Brooke (1917)
- His Own People, regia di William P.S. Earle (1917)
- The Wooing of Princess Pat, regia di William P.S. Earle (1918)
- Little Miss No-Account, regia di William P.S. Earle (1918)
- The Little Runaway, regia di William P.S. Earle (1918)
- The Soap Girl, regia di Martin Justice (1918)
- Wild Primrose, regia di Frederick A. Thomson (1918)
- A Nymph of the Foothills, regia di Frederick A. Thomson (1918)
- The Mating, regia di Frederick A. Thomson (1918)
- Sylvia's Last Pledge  - cortometraggio (1918)
- The Beloved Impostor, regia di Joseph Gleason (1918)
- Fortune's Child, regia di Joseph Gleason (1919)
- Miss Dulcie from Dixie, regia di Joseph Gleason (1919)
- A Stitch in Time, regia di Ralph Ince (1919)
- Too Many Crooks, regia di Ralph Ince (1919)
- The Girl-Woman, regia di Thomas R. Mills (1919)
- The Gray Towers Mystery, regia di John W. Noble (1919)
- The Golden Shower, regia di John W. Noble (1919)
- A Child for Sale, regia di Ivan Abramson (1920)
- The Midnight Bride, regia di William Humphrey (1920)
- Straight Is the Way, regia di Robert G. Vignola (1921)
- Jim the Penman, regia di Kenneth S. Webb (1921)
- God's Country and the Law , regia di Sidney Olcott (1921)
- Sisters, regia di Albert Capellani (1922)
- The Snitching Hour, regia di Alan Crosland (1922)
- Timothy's Quest, regia di Sidney Olcott (1922)
- The Darling of the Rich, regia di John G. Adolfi (1922)
- If Winter Comes, regia di Harry F. Millarde (1923)
- Man and Wife, regia di John L. McCutcheon (1923)
- Haldane of the Secret Service, regia di Harry Houdini (1923)
- Broadway Broke, regia di J. Searle Dawley (1923)
- Enemies of Youth, regia di Arthur Berthelet (1925)
- Pearl of Love, regia di Leon Danmun (1925)